# Argiope anasuja
Argiope anasuja  (лат.) — вид аранеоморфных пауков из семейства пауков-кругопрядов. 
Длина тела самки - до 12 мм. По строению половых органов самки близки к Argiope doboensis и Argiope minuta, но имеют более крупное тело.
Паутина с крестообразным стабилиментом.
Вид распространен в странах Южной Азии: Пакистане, Индии, на Мальдивских, Сейшельских островах, Шри-Ланке, а также на Кокосовых островах.